# Aleksandra Mišić
Aleksandra Mišić (Pula, 6. listopada 1978.) hrvatska koreografkinja, plesačica i plesna pedagoginja. Umjetnička je ravnateljica i suosnivačica Masa Dance company, zajedno s Ognjenom Vučinićem te autorica brojnih zapaženih predstava (TI, ONA, RAVE (ON)!). Kroz svoju plesnu karijeru djeluje kao plesna pedagoginja educirajući amatere i profesionalce u Hrvatskoj i inozemstvu suvremeni ples, partnering i improvizaciju. Prve plesne korake započinje u Puli u Plesnom studiju „Zaro“ pohađajući klasični balet, a daljnju edukaciju nastavlja u Hrvatskoj i inozemstvu. Ima dugogodišnje bogato iskustvo u brojnim predstavama Zagrebačkog plesnog ansambla te u suradnjama s domaćim umjetnicima i institucijama (INK, HNK Ivan Pl. Zajc, Zagrebački plesni centar, Tjedan suvremenog plesa, Plesni centar Tala, Liberdance, Žak Valenta, Liliana Rezsnik, Marjana Krajač i mnogi drugi). Dobitnica je brojnih prestižnih domaćih i inozemnih nagrada i priznanja. 
Surađivala je s raznim umjetnicima, kazalištima, redateljima, piscima, estradnim umjetnicima, glazbenicima i glumcima. Svoju akademsku edukaciju nastavlja na ADU (Akademija dramske umjetnosti u Zagrebu), te završava studij za nastavnika suvremenog plesa. Trenutno je na diplomskom studiju Dramaturgija izvedbe. Predaje predmet Scenske prakse u srednjoj školi za suvremeni ples pri Umjetničkoj školi Franje Lučića u Velikoj Gorici, a također je i stalni suradnik i predavač na Institutu za umetničku igru u Beogradu na BA i MA plesnim studijima suvremenog plesa.
Živi i radi u Zagrebu.

## Koreografkinja
| Godina | Naslov                                                                 | Opis |  |
| ------ | ---------------------------------------------------------------------- | --- |  |
| 2020   | Oko s površine (Zagrebački plesni ansambl)                             | Svojevrsni nastavak projekta Esbat koji progovara o kolektivnom pamćenju, zajedničkom tijelu te kulturnom identitetu jedne zajednice. Izvode Margareta Firinger, Gendis Putri Kartini, Jovana Zelenović, dok koreografiju i dramaturgiju potpisuje Aleksandra Mišić. |  |
| 2020   | Esbat (Zagrebački plesni ansambl)                                      | Plesna predstava premijerno izvedena u ljeto 2020. u Svetvinčentu u sklopu projekta “Nevidljiva Savičenta - prevođenje tradicije u suvremenu kulturu“. Progovara o legendama, mitovima i tradiciji stanovništva Savičente. |  |
| 2019   | RAVE (ON)!                                                             | Plesni solo Ognjena Vučinića u produkciji Masa Dance Company kojim autor progovara o svojoj mladosti u rave kulturi, o traženju identiteta i osjećaja pripadnosti. Glazbu i estetiku rave-a vidi kao transcendentalno putovanje i oslobađanje. Inspirirano radom Josepha Beuysa, “provokatorskog umjetnika”, i njegovim performansom Kako objasniti slike mrtvom zecu iz 1965. |  |
| 2019   | Storytelling (Liberdance)                                              | |  |
| 2019   | Igračice s Klupe (Hrvatsko narodno kazalište Ivana pl. Zajca u Rijeci) | U sklopu riječkog Baleta s karakterom – priča o tri umjetnice s dvadesetak godina dugim baletnim karijerama dopuštaju publici da provire u njihove rasplesane privatne i profesionalne živote. |  |
| 2018   | Personas (Liberdance)                                                  | Koreografkinja Aleksandra Mišić u suradnji s Liberdance-om stvara plesnu predstavu koja se bavi osjećajima, emocionalnim metamorfozama vezanim za subjekt – personu. Glavni element plesnog jezika je ono što si dopuštamo ili ne dopuštamo, ono što pokazujemo ili skrivamo duboko u sebi. Izvode Lara Frgačić, Ariana Pripić, Ida Jolić, Tea Maršanić.                       |  |
| 2017   | Ništa nije krivo 2                                                     | Nastavak uspješnice Ništa nije krivo iz 2012. g, ali ovaj put u nešto mračnijoj, depresivnijoj i tmurnijoj atmosferi koja progovara o bezizražajnosti života uz izvođače Dinu Ekštajn, Saru Ipšu, Ognjena Vučinića i Aleksandru Mišić, predstavu izvodi i glumica Dubravka Crnojević-Carić.                                                                                    |  |
| 2016   | YOLO                                                                   | Autori i plesači Aleksandra Mišić i Ognjen Vujičić plesom govore o virtualnom i stvarnom, opipljivom svijetu, o svijetu računala i ljudima od krvi i mesa, o tome što to čini osobu te možemo li pronaći esenciju sebe. |  |
| 2015   | Ona/Her                                                                | Aleksandra Mišić i Žak Valenta autori su plesne predstave Her inspiriranom životima velikih umjetnika poput Boba Fossea i Ivanom Ladislavom Galetom. Autori u projektu preispituju ispreplitanje privatnog i umjetničkog života. |  |
| 2015   | Kosa (Zagrebačko kazalište mladih)                                     | |  |
| 2014   | Ti                                                                     | Predstava nastala iz ideje scenskog i video uprizorenja poezije Enesa Kiševića (Sunce, vjetar i ti), a u produkciji MASA Dance Company, koreografa i izvođača Aleksandre Mišić i Ognjena Vučinića. Pjesme interpretirao Robert Kurbaša. Ti je intimna ljubavna priča ispričana u kombinaciji plesnog i poetskog jezika.                                                        |  |
| 2012   | Ništa nije krivo                                                       | |  |
| 2011   | Skok u prazno                                                          | |  |
| 2011   | Tri none                                                               | |  |
| 2010   | Randevu                                                                | |  |
| 2008   | Pula Film Festival                                                     | |  |
| 2007   | Prazna soba na suncu (Istarsko narodno kazalište)                      | |  |
| 2006   | Karlovačko Tour (Severina)                                             | |  |
| 2004   | Sva(t)kodnevno (Plesni studio ZARO)                                    | |  |
| 2002   | Exit                                                                   | |  |
| 1998   | Agonisis                                                               | |  |
| 1997   | Crno i(li )bijelo                                                      | |  |

## Izvođačica
Od 2009 do 2019: 
- HEMAFRODITI DUŠE, koautorski projekt sa Žakom Valentom
- ANA BELA BELA ANA, koreografkinja Liliana Rezsnik

## Vanjske poveznice
- https://domkkv.hr/predstavom-ti-masa-dance-company-zapocinje-sisak-plese-2017/ Ti
- https://zagrebackiplesnicentar.hr/predstava/rave-on/ RAVE ON!
- http://plesnamreza.hr/onaher/ HER
- https://www.plesnascena.hr/index.php?p=article&id=2144 NIŠTA NIJE KRIVO 2
- https://www.teatar.hr/223646/personas/ PERSONAS
- https://zagrebackiplesnicentar.hr/predstava/oko-s-povrsine/ OKO S POVRŠINE
- https://www.zgportal.com/zgdogadanja/bogat-program-zpa-u-listopadu-nove-izvedbe-gore-i-premijera-oko-s-povrsine-aleksandre-misic/ ESBAT
- https://extravagant.com.hr/article-fieldcategory-rijecki-balet-s-karakterom-igracice-s-klupe/ IGRAČICE S KLUPE
- https://www.zgportal.com/aktualno/najave/arhiva/2016/yolo-premijera-predstave-aleksandre-misic-i-ognjena-vucinica/ YOLO